# Ákos Kovács
Ákos, w krajach anglojęzycznych występujący jako Akosh, właśc. Ákos Kovács (ur. 6 kwietnia 1968 roku w Budapeszcie) – węgierski muzyk, wokalista, w przeszłości członek grupy Bonanza Banzai, obecnie kontynuujący karierę solową.

## Życiorys
Kovács wychował się w rodzinie prawników. Był członkiem klubu filmowego Pier Paolo Pasoliniego i chciał zostać reżyserem, ale matka surowo zabroniła mu tego. Jako kompromis, uczęszczał na Uniwersytet Corvinusa w Budapeszcie, który ukończył w 1992 roku.
Pod koniec lat 80. Kovács zaangażował się w muzykę. W 1988 roku założył węgierską grupę Bonanza Banzai, która się rozpadła w 1995 roku. W zespole tym był wokalistą, autorem tekstów, ponadto grał na gitarze i bębnach. Od 1993 roku kontynuował karierę solową, stając się bardzo popularnym na Węgrzech muzykiem. W 1999 roku zaśpiewał przetłumaczone na węgierski piosenki Phila Collinsa w węgierskiej wersji filmu Disneya Tarzan.
Jest pierwszym węgierskim muzykiem, który przygotował publikację Blu-Ray, a mianowicie nagrania audio i wideo zarejestrowane podczas tourneé 40+. Publikacja została wydana w 2009 roku.
Oprócz robienia muzyki, Kovács pisze także wiersze. Mówi po węgiersku, angielsku, włosku i szwedzku. Jest żonaty z Krisztiną Őry, z którą ma czworo dzieci: Mártona, Katę, Annę i Júlię.

## Albumy

### Bonanza Banzai
- Induljon a banzáj! (1989)
- A jel (1990)
- The Compilation (1990)
- 1984 (1991)
- A pillanat emlékműve (1991)
- Monumentum (kompilacja) (1991)
- Bonanza Live Banzai (album koncertowy) (1992)
- Elmondatott (1992)
- Régi és új (1993)
- Jóslat (1994)
- Búcsúkoncert (album koncertowy) (1995)
- Bonanza Banzai DVD (DVD) (2007)
- 87-92 (DVD) (2008)

### Solo
- Karcolatok (1993)
- So Much Larger (1993)
- Test (1994)
- All is One (1994)
- Indiántánc (1995)
- Élő dalok (kompilacja) (1996)
- Firedance (1996)
- Beavatás (1997)
- ÚjRaMIX (1997)
- I.D.S. (1998)
- Ikon (album) (1998)
- Ismerj fel (kompilacja) (1999)
- Call My Name (1999)
- Hűség (2000)
- A hét parancsszó (2001)
- Vertigo (2002)
- Új törvény (2002)
- Andante (2003)
- Az utolsó hangos dal (2004)
- X+I (kompilacja) (2005)
- Még közelebb (2006)
- 40+ (album koncertowy) (2009)